# قومية جورجية

علم جورجيا.

يمكن تعقب بداية القومية الجورجية (بالجورجية: ქართული ნაციონალიზმი) إلى منتصف القرن التاسع عشر، عندما كانت جورجيا جزءًا من الإمبراطورية الروسية. مرت القومية الجورجية بعدة مراحل، منذ أن كانت أكثر تركيزًا على الثقافة في العصور الإمبراطورية الروسية والسوفيتية، فتطورت إلى راديكالية إثنية في أواخر ثمانينيات القرن العشرين والأعوام الأولى ما بعد الاستقلال السوفيتي، وإلى شكل أكثر شمولية وتوجهًا نحو المدنية في منتصف العقد الأول من القرن الواحد والعشرين. مع ذلك، ما تزال آثار القومية الإثنية موجودة بين العديد من الجورجيين.

## النشأة
نشأت القومية الجورجية الحديثة في منتصف القرن التاسع عشر كرد فعل على ضم روسيا الكيانات الجورجية المشتتة، ما أنهى استقلالها المتزعزع، ولكنه جلب وحدة الجورجيين في ظل سلطة واحدة وسلام واستقرار نسبيين. كان الشعراء الأرستقراطيون أول من ألهم النهضة الوطنية، إذ كانت كتاباتهم الإبداعية مفعمة بالرثاء الوطني. عقب سلسلة من المحاولات المشؤومة الرامية إلى التمرد، وخاصة بعد فشل مخطط الانقلاب في عام 1832، تصالح أهل النخبة في جورجيا مع الحكم الروسي، بينما أُعيد توجيه مطالباتهم بالصحوة الوطنية من خلال الجهود الثقافية. في ستينيات القرن التاسع عشر، عمل الجيل الجديد من المفكرين الجورجيين، ممن تلقوا تعليمهم  في الجامعات الروسية وانفتحوا على الأفكار الأوروبية، على تعزيز الثقافة الوطنية ضد التمثل الثقافي الذي مارسه المركز الإمبراطوري. حقق برنامجهم، بقيادة الأدبي اليا شافشافادزه، ألوانًا قومية أكثر بانحسار طبقة النبلاء وتقدم الرأسمالية، وبتحفيز أكثر من حكم البيروقراطية الروسية والهيمنة الاقتصادية وديمغرافية الطبقة الأرمينية المتوسطة في العاصمة تبليسي. دعا شافشافادزه ورفاقه إلى وحدة جميع الجورجيين ومنح المصالح الوطنية الأولوية على الانقسامات الطبقية والإقليمية. لم يعتزموا في تصورهم شن ثورة مباشرة لتحقيق الاستقلال، بل طالبوا بالحكم الذاتي في إطار الإمبراطورية الروسية التي خضعت للإصلاح، مع التمتع بقدر أكبر من الحرية الثقافية، وتعزيز اللغة الجورجية، ودعم المؤسسات التعليمية الجورجية والكنيسة الوطنية، التي قمعت الحكومة الروسية استقلالها.
رغم ما قامت به هذه المنظمات من دعوة إلى الثقافة الإثنية والمظالم الديمغرافية بشأن الهيمنة الروسية والأرمينية في المراكز الحضرية بجورجيا، فإن برنامج القوميين الجورجيين الأوائل كان شاملًا وفضّل اتباع نهج غير قائم على المواجهة إزاء قضايا الجماعات الإثنية. اعتزم بعضهم، مثل نيكو نيكولادزيه، إنشاء اتحاد حر لا مركزي، يتمتع بالحكم الذاتي للشعوب القوقازية على أساس مبدأ التمثيل المتناسب إثنيًا.
أعرب أيديولوجيو الديمقراطية الاجتماعية الجورجية عن فكرة الاتحاد القوقازي ضمن الدولة الروسية بعد إصلاحها، والذين هيمنوا على المشهد السياسي الجورجي بحلول نهاية أعوام القرن التاسع عشر. في بادئ الامر، عارض الديمقراطيون الاشتراكيون الجورجيون القومية ونظروا لها كأيديولوجية منافسة، إلا أنهم استمروا في تأييد حق تقرير المصير. على حد تعبير المؤرخ ستيفن إف. جونز: «كانت اشتراكية ذات ألوان جورجية مع منح الأولوية للدفاع عن الثقافة الوطنية». نشط الديمقراطيون الاشتراكيون الجورجيون بشدة في الحركة الاشتراكية الروسية وانحازوا بعد انقسامها في عام 1905 إلى جماعة المناشفة المتمسكة بأفكار ليبرالية نسبيًا من جانب زملائهم في أوروبا الغربية.

## الجمهورية الجورجية الأولى
اعتبر المناشفة الجورجيون الثورة البلشفية عام 1917، بقيادة نوي غوردانيا، خرقًا للروابط بين روسيا وأوروبا. عندما أعلنوا جورجيا جمهورية ديمقراطية مستقلة في 26 مايو 1918، واعتبروا هذه الخطوة حتمية مفجعة في ضوء الحقائق الجيوسياسية المتكشفة.
مع مواجهة الدولة الجديدة لسلسلة من التحديات الداخلية والدولية، أصبحت القيادة الديمقراطية الاشتراكية الدولية أكثر تركيزًا على القضايا الوطنية الأضيق. بإعادة توجيه ذلك إلى شكل من أشكال القومية، أصبحت جمهورية جورجيا «هجينًا وطنيًا اشتراكيًا». اجتذبت جهود الحكومة لجعل التعليم والإدارة ذات طابع جورجي احتجاجات الأقليات الإثنية، وتفاقمت جراء المصاعب الاقتصادية واستغل البلاشفة الذين روجوا لتصدير الثورة ذلك لتحقيق غاياتهم السياسية. كان رد الحكومة على المعارضة، بما في ذلك بين الأقليات الإثنية كالأبخاز والأوسيتيون، عنيفًا ومفرطًا في كثير من الأحيان. كان القرار باللجوء إلى الحلول العسكرية مدفوعًا بمخاوف أمنية لا بالاستعداد لتسوية الحسابات الإثنية. مجملًا، لم يلجأ المناشفة الجورجيون إلى الاستبداد والإرهاب. إلا أن أحداث ذلك الوقت لعبت دورًا هامًا في تعزيز القوالب النمطية لدى جميع الأطراف المشاركة في النزاعات الإثنية اللاحقة التي حدثت في جورجيا.